# Juan Ramón Gómez Pamo
Juan Ramón Gómez Pamo (29 de agosto de 1846-7 de noviembre de 1913) fue un farmacéutico español.

## Biografía
Nació el 29 de agosto de 1846 en la localidad abulense de Arévalo. Catedrático en la Universidad Central de Madrid, fue miembro de número de la Real Academia Nacional de Medicina, en que ocupó la medalla 30.
Comenzó ocupando la cátedra auxiliar de Ejercicios Prácticos de Reconocimiento de Materia Farmacéutica y Productos Químicos de la Universidad Central de Madrid; en 1878 fue nombrado auxiliar de Prácticas de Operaciones Farmacéuticas, pasando a ser  catedrático supernumerario interino en 1881. En 1888 ganó la cátedra de Mineralogía y Zoología Aplicadas y en 1889 ocupó la cátedra de Materia Farmacéutica Vegetal. En 1905 fue nombrado senador por la Real Academia de Medicina. Falleció el 7 de noviembre de 1913.